# Thymus perinicus
Thymus perinicus  (лат.) — вид двудольных растений рода Тимьян (Thymus) семейства Яснотковые (Lamiaceae). Под текущим таксономическим названием растение было описано финским ботаником Яакко Яласом в 1974 году.

## Распространение, описание
Распространён на севере Балканского полуострова: в Болгарии, Сербии и Северной Македонии.
Хамефит. Многолетнее растение с длинным стелющимся опушённым стеблем красноватого цвета. Листья продолговато-эллиптические длиной 4—6 мм и шириной 0,7—1,1 мм, покрыт волосками с обеих сторон. Соцветие — венчик красновато-фиолетового оттенка, несёт 5—6 цветков. Плод — тёмно-коричневый орешек эллиптической формы.
Число хромосом — 2n=28.

## Замечания по охране
Внесён в Красную книгу Болгарии как исчезающий вид. Участки произрастания Thymus perinicus находятся в местах с интенсивным туристическим потоком, и группы растений подвергаются вытаптыванию и сбору.

## Синонимы
Синонимичное название — Thymus pulvinatus var. perinicus Velen., 1911basionym.